# The Other Side Three
Singles de Ayumi Hamasaki
M
(2000) Evolution
(2001)
The Other Side Three (écrit : the other side THREE, avec le sous-titre previously unreleased version) est un single de remix de chansons de Ayumi Hamasaki, en collaboration avec les DJ américains Thunderpuss (en) et Soul Solution (en), troisième single d'une série de quatre.

## Présentation
Le single sort le 31 janvier 2001 au Japon sous le label indépendant Rhythm Republic lié à Avex Trax. Il sort le même jour que les deux autres singles de la série et que le single Evolution de la chanteuse. Il est édité en quantité limitée. Il atteint la 12e place du classement de l'Oricon, et reste classé pendant trois semaines. 
Le disque lui-même est un CD, mais il est inséré dans un boîtier original spécialement conçu pour l'occasion, en carton rigide et de la taille d'une pochette de disque vinyle 45 tours, sans photo ni livret. Il contient cinq versions remixées dans le genre house music : trois de la chanson Trauma remixées par Thunderpuss, et deux de Too Late remixées par le duo Soul Solution, provenant toutes deux du single A. 
C'est le troisième d'une série de quatre singles. Le premier (The Other Side One) était sorti deux mois et demi plus tôt, tandis que les trois autres (dont The Other Side Two et The Other Side Four) sortent simultanément, avec une présentation similaire, seule changeant la couleur de la couverture, contenant des remix par d'autres DJs.

## Liste des titres
Toutes les paroles sont écrites par Ayumi Hamasaki, toute la musique est composée par D・A・I.
| 1. | Trauma 'Thunderpuss Club Mix'          |  |
| 2. | Trauma 'Thunderdub'                    |  |
| 3. | Trauma 'Thunderpuss Club Instrumental' |  |
| 4. | Too Late 'Extended Vox'                |  |
| 5. | Too Late 'Soul Solution Dub'           |  |